# Щербак, Денис Владимирович
Дени́с Влади́мирович Щерба́к (род. 17 августа 1989, Омск) — российский футболист, полузащитник.

## Карьера
В 2003 году перешёл в Академию Футбола имени Коноплёва. Выступая в «Академии», Щербак обратил на себя внимания тренеров сборной России 1989 года рождения, и вместе со сборной в 2004 году выиграл турнир стран СНГ. Когда Щербак был ещё ребёнком, его возили на просмотр в киевское «Динамо» и предлагали принять украинское гражданство. Денис отказался. В 2006 году стал игроком «Крыльев Советов-СОК», и в том же году выиграл чемпионат Европы по футболу до 17 лет. Считался одним из самых талантливых полузащитников России, он славился точными пасами с обеих ног и отличным исполнением стандартов, однако травмы, полученные в 2006 и в 2007 годах, не позволили интересу топ-клубов превратиться в реальные контрактные предложения. Также он обвинял российских врачей в том, что они ставили ему неправильные диагнозы. В 2008 поступило предложение из итальянской «Пармы» и швейцарского «Лугано», но финансовый кризис (по другим данным — перебор легионеров в «Парме») не позволил трансферам свершиться. В том же году стал игроком клуба «Тольятти», где в 5 играх забил 5 мячей. В 2009 году Габриэле Джулини, который уже устраивал просмотр футболиста в «Парме», пригласил Щербака в швейцарскую «Беллинцону». Контракт был подписан на 1,5 года. Однако Щербаку не смог сыграть за швейцарский клуб из-за проблем с визой.
В последний день летнего трансферного окна 2009 года самарские «Крылья Советов» внесли Щербака в заявку. Но и здесь Денис не провёл ни одного матча. В марте 2010 года перешёл в омский «Иртыш». Тут на него не удавалось получить все необходимые документы для осуществления международного трансфера, хотя предварительное соглашение клуба с уже было заключено. 8 апреля 2010 года «Иртыш» всё-таки дозаявил Щербака в команду. Впервые в заявку попал на матч с «Кубанью», но на поле так и не вышел. Дебютировал за «Иртыш» в матче 18-го тура Первого дивизиона с «Шинником», отыграв за команду все 90 минут. 31 августа 2011 года подписал контракт с клубом «Сызрань-2003». Дебютировал за команду 3 сентября в матче с кировским «Динамо».

## Достижения
- Чемпион Европы среди юношей в 2006 году

## Личная жизнь
Отец Владимир Щербак — в прошлом защитник омского «Иртыша». Некоторое время возглавлял юношескую сборную России до 17 лет.